# هروه اوتله
هروه اوتله (انگلیسی: Hervé Otélé؛ زادهٔ ۱۰ ژانویهٔ ۲۰۰۰) بازیکن فوتبال است.
از باشگاه‌هایی که در آن بازی کرده‌است می‌توان به باشگاه فوتبال مونتسا اشاره کرد.